# Lo, Alingsås kommun
Lo är en småort i Alingsås kommun i Västra Götalands län, belägen i Långareds socken. Orten hade 158 invånare 2015.
Lo var sätesgård för Heliga Birgittas syster Katarina Birgersdotter som kallades "Katerina de Loo" och sedermera "Frw Karin af Loo".
I sjön Anten nära Lo ligger ön Loholmen där ruinen efter Lo slott ligger. Bland andra bodde Gustav Vasas andra fru Margareta Leijonhufvud på Loholmen innan hon blev drottning i samband med giftermålet 1536.

## Namnformer
Orten har en intresseförening som vill återinföra gammalstavning för ortnamnet och skriva ortens namn Loo. Man ansökte därför om namnändring hos Lantmäteriet, både 1999 och 2003 men fick avslag. Överklaganden till Länsrätten och Kammarrätten har också avslagits. Fastighetsadresser på orten skrivs alltjämt med den gamla stavningen Loo. 